# (Don't) Give Hate a Chance
"(Don't) Give Hate A Chance" is de derde single van de band Jamiroquai, afkomstig van het zesde studioalbum Dynamite. Het nummer werd geschreven door Jason Kay, Rob Harris en Matt Johnson. Kay en Mike Spencer waren verantwoordelijk voor de productie. De single behaalde de 27e positie in de UK Singles Chart.

## Nummers
1. "Don't Give Hate A Chance"
2. "Don't Give Hate A Chance" (Steve Mac Classic Remix)
3. "Don't Give Hate A Chance" (Freemasons Remix)